# NDN
NDN (англ. Necdin, MAGE family member) – білок, який кодується однойменним геном, розташованим у людей на короткому плечі 15-ї хромосоми. Довжина поліпептидного ланцюга білка становить 321 амінокислот, а молекулярна маса — 36 086.
| 10         |  | 20         |  | 30         |  | 40         |  | 50         |
| ---------- |  | ---------- |  | ---------- |  | ---------- |  | ---------- |
| MSEQSKDLSD |  | PNFAAEAPNS |  | EVHSSPGVSE |  | GVPPSATLAE |  | PQSPPLGPTA |
| APQAAPPPQA |  | PNDEGDPKAL |  | QQAAEEGRAH |  | QAPSAAQPGP |  | APPAPAQLVQ |
| KAHELMWYVL |  | VKDQKKMIIW |  | FPDMVKDVIG |  | SYKKWCRSIL |  | RRTSLILARV |
| FGLHLRLTSL |  | HTMEFALVKA |  | LEPEELDRVA |  | LSNRMPMTGL |  | LLMILSLIYV |
| KGRGARESAV |  | WNVLRILGLR |  | PWKKHSTFGD |  | VRKLITEEFV |  | QMNYLKYQRV |
| PYVEPPEYEF |  | FWGSRASREI |  | TKMQIMEFLA |  | RVFKKDPQAW |  | PSRYREALEE |
| ARALREANPT |  | AHYPRSSVSE |  | D          |  |            |  |            |

A: Аланін

C: Цистеїн

D: Аспарагінова кислота

E: Глутамінова кислота

F: Фенілаланін

G: Гліцин

H: Гістидин

I: Ізолейцин

K: Лізин

L: Лейцин

M: Метіонін

N: Аспарагін

P: Пролін

Q: Глутамін

R: Аргінін

S: Серин

T: Треонін

V: Валін

W: Триптофан

Задіяний у таких біологічних процесах, як транскрипція, регуляція транскрипції, регуляція росту. 
Білок має сайт для зв'язування з ДНК. 
Локалізований у ядрі.